# Thierry Garcin
Pour les articles homonymes, voir Garcin.
Thierry Garcin, né le 12 avril 1947, est politologue, chercheur, enseignant et producteur de radio français.

## Biographie
Thierry Garcin est chercheur associé à l'université  Paris Cité (école doctorale, centre Maurice-Hauriou) et professeur invité à l'université Sorbonne Abou-Dhabi, docteur en science politique (Université Paris 1 Panthéon-Sorbonne), habilité à diriger des recherches (Université de Paris Descartes). Ses travaux et recherches portent sur les relations internationales contemporaines, en particulier, sur les questions stratégiques  et sur l'Arctique. Auteur, entre autres, de Les Grandes questions internationales, depuis la chute du mur de Berlin, 2e éd., Economica, 2009, de Géopolitique de l'Arctique, Economica, 2013, 2e éd., 2021, et de La Fragmentation du monde. La puissance dans les relations internationales, Economica, 2018. Il publie en 2025 La Question allemande en Europe depuis l'unification, L'Harmattan. 
Membre du Conseil d'administration de Revue Défense nationale (2011-2018), du Comité scientifique de la Fondation méditerranéenne d'études stratégiques (FMES), Toulon, depuis 2019.

### Enseignant en relations internationales
- Maître de conférences à l'École des hautes études commerciales de Paris (HEC)[1]
- Chercheur au Centre HEC Paris de géopolitique
- Chercheur associé à l'université Paris Cité (Ecole doctorale, centre Maurice-Hauriou)
- Professeur invité à l'université Sorbonne Abou Dhabi
- Enseignant à l'Institut d'études politiques de Paris (1993-2005)
- Chargé de cours à l'université Paris 1 Panthéon-Sorbonne[1] (1986-2012), à l'université Sorbonne Nouvelle - Paris 3[1] (1990-2012), à l'université de Marne-la-Vallée (2001-2004), à l'université Lyon III Jean Moulin (2009-2012) et à l'université de Reims-Champagne-Ardenne (2011-2012)
- Conférencier à l'Institut international d'administration publique (IIAP) (1990-2001)
- Conférencier à l'École nationale d'administration (ENA) (2000-2019)
- Professeur au Centre d'études diplomatiques et stratégiques[1] (CEDS : Ph.D. in International Relations and Diplomacy) et à l'École des hautes études internationales et politiques (HEIP) à Paris (1990-2019)
- Directeur de séminaire au Collège interarmées de défense (CID) (2004-2007)

### Producteur délégué à Radio-France
Thierry Garcin a été, de 1984 à 2017, le producteur délégué de l'émission quotidienne Les Enjeux internationaux, diffusée à 6 h 45, programme de relations internationales, avec un invité, dans Les Matins de France Culture, la tranche matinale de la station radiophonique française France Culture.
Le 28 juin 2017, en préambule de sa chronique, il annonce que « Radio France [lui] a signifié la fin de sa collaboration » avec la station.

## Publications

### Ouvrages
- Entre autres :
- Les Grandes questions internationales, depuis la chute du mur de Berlin, Économica, 2001 (2e éd., 2009)
- Géopolitique de l'Arctique, Économica, 2013 (2e éd., 2021)
- La Fragmentation du monde. La puissance dans les relations internationales, Économica, 2018
- La Question allemande en Europe depuis l'unification, L'Harmattan, 2025

### Articles
Il est l'auteur d'articles dans les revues Hérodote, Le Trimestre du monde, Afrique 2000, Revue de défense nationale, Défense, Géopolitique, Outre-Terre : revue française de géopolitique, Annuaire français de relations internationales, Diplomatie, Relations internationales, etc. Et pour les sites Diploweb et GeopoWeb

## Récompenses et distinctions
- Prix 2005 de l'Annuaire français de relations internationales (AFRI)
- Prix 2022 de "La plume et l'épée" (armée de Terre), pour la seconde édition de Géopolitique de l'Arctique, Economica, 2021